# Кандахар (провинција)
Кандахар (перс. کندھار), једна је од 34 провинције Авганистана. Налази се у јужном дијелу земље.
Административни центар је град Кандахар. Површина провинције је 54.022 км ², са популацијом од скоро 1.070.200 људи (2007. год.), од тога, више од 300.000 живи у граду Кандахару. Најбројнији народ су Паштуни.